# Природный цеолит
Природный цеолит — это пористый минерал, обладающий сорбирующими, ионообменными, каталитическими, пуццолановыми, теплоизолирующими и др. свойствами. Наиболее изучены широко применяются цеолиты клиноптилолитового типа.

## Виды природного цеолита
На практике природные цеолиты условно делят на 2 вида: вулканические и осадочные. Вулканическим цеолитом называют твёрдые породы с высоким содержанием основного минерала (более 70 %), их происхождение связано с древними вулканическими процессами и процессом осаждения вулканического пепла. Осадочными называют мягкие породы с низким содержанием цеолита (около 15-20 %), они образуются в захороненных осадках за счёт биогенного аморфного кремнезёма, плохо окристаллизованных глинистых минералов и алюмосиликатных гелей. С научной точки зрения такое деление будет не точным: так, например, имеется классификация по которой цеолиты делятся на вулканогенные, вулканогенно-осадочные и осадочные.

## Состав
По химическому составу цеолиты представляют собой каркасные алюмосиликаты щелочных и щёлочноземельных металлов. Внутри алюмосиликатного каркаса находятся катионы металлов — которые уравновешивают заряд каркаса, чаще всего это кальций Ca2+, калий K+, натрий Na+, магний Mg2+ и др. Эти ионы способны заместиться на другие катионы, например, ионы аммония NH4+ — такой процесс называют реакцией ионного обмена.

## Применение природного цеолита

### Цеолит для очистки воды и почвы
В водоочистке применяется твёрдый вулканический цеолит с высоким содержанием основного минерала (более 70 %). Цеолит очень хорошо удаляет из воды аммиак и ионы аммония, снижает жёсткость, его также применяется в процессе обезжелезивания.
Цеолиты эффективно адсорбируют органические и неорганические загрязнители из сточных вод. Благодаря своей микропористой кристаллической структуре, большой площади поверхности и однородному размеру пор, природные и синтетические цеолиты широко используются для адсорбции различных загрязнителей, таких как красители, тяжёлые металлы и фенольные соединения.
Цеолит с прикреплёнными микроорганизмами эффективно ингибировал высвобождение аммиачного азота из донных отложений, достигая уровня очистки воды до III класса качества поверхностных вод.
Использование цеолита улучшило качество воды в резервуарах с европейским сибасом, снизило накопление тяжёлых металлов в органах рыб и улучшило показатели роста, эффективность корма, состав мышц, а также гематологические и биохимические показатели.
Природный цеолит клиноптилолит снижает выщелачивание токсичных элементов из отходов горнодобывающей промышленности.
Биологические аэрационные фильтры в сочетании с модифицированным Fe₃O₄ цеолитом (Fe₃O₄@ZF) эффективно удаляют ципрофлоксацин и связанные с ним гены устойчивости к антибиотикам из сточных вод.

### Растениеводство
Природный вулканический цеолит смешивают с почвой и готовят грунты, субстраты для растений. Благодаря сорбционным и ионообменным свойствам минерал улучшает доступность элементов питания в почве, сам является источником микроэлементов для растений.
Новая комбинированная обработка (цео-уголь, загруженный нано-азотом) оказала исключительно значительное влияние на большинство изученных параметров роста и биохимического состава спатифиллюма в условиях дефицита воды. Наблюдалось значительное увеличение высоты растений, количества и площади листьев, диаметра стебля, количества и длины корней, а также свежего веса листьев.

### Животноводство и птицеводство
Цеолит добавляют в корм для животных, что улучшает их пищеварение. Благодаря сорбционным свойствам он поглощает микотоксины и выносит их из организма.
Цеолиты улучшают показатели роста и усвоения питательных веществ у ягнят. Комбинация сушёной апельсиновой мякоти и природного цеолита в рационе кроликов улучшила показатели роста, усвоения питательных веществ, азотистого баланса, антиоксидантный статус и состав микробиоты слепой кишки.
Добавление цеолита в куриный помёт в двухстадийной системе сухого анаэробного сбраживания увеличило общий выход метана. Цеолит также улучшил стабильность системы и снизил скорость накопления аммиака.
Добавление цеолита в корм и подстилку для кур-несушек значительно улучшает показатели продуктивности, качество яиц и экономическую эффективность.

### Наполнитель кошачьего туалета из цеолита (ЦСП)
Высушенная осадочная цеолитсодержащая порода (ЦСП) с низким содержанием цеолита (меньше 15-20 %) стала хорошим и дешёвым сырьём для производства наполнителя кошачьего туалета. Наполнитель хорошо впитывает влагу и удерживает запахи. Благодаря глинистым составляющим происходит комкование.

### Сорбент для очистки нефтепродуктов
Цеолит способен поглощать сероводород, поэтому он применяется в очистке и осветлении топлива. При фильтрации топлива наблюдается значительное снижение сернистых соединений, что объясняется каталитическим разложением меркаптанов на поверхности цеолита.

### Цеолиты в пивоварении
Активированные природные цеолиты могут быть перспективной и экономичной заменой кизельгура в качестве фильтрующего материала при производстве пива, не ухудшая его физико-химические и органолептические характеристики, а также снижая количество микроорганизмов в фильтрованном пиве.

## Цеолит в медицине
В 1996 г. был завершён полный комплекс доклинических (in vitro, in vivo), клинических исследований и получено разрешение на промышленное производство продукции на основе специально подготовленных, очищенных, стандартизованных и активированных природных минералов — цеолитов (клиноптилолитов) Холинского месторождения.
По данным Асташовой Т. А. с соавторами (1997) в условиях коррекции эндотоксикоза цеолитом, содержание продуктов ПОЛ в печени приближается к показателям у интактных животных. Авторы объясняют этот факт тем, что пероральное введение минерала обладает корригирующим саногенным эффектом при остром эндотоксикозе, активируя барьерно-фильтрационную функцию региональных к месту введения токсина лимфатических узлов, что выражается в восстановлении в них проантиоксидантного равновесия.
Цеолит (клиноптилолит) не токсичен и не растворим в биологических средах, не всасывается и не депонируется в желудочно-кишечном тракте, как при однократном, так и повторном введении. Не претерпевает метаболических изменений и количественно выводится из организма в течение 24 часов. Не обнаружено местного раздражающего действия.

### Гастроэнтерология
Принципиальная возможность применения цеолитов как энтеро -, лимфо — и гемосорбентов начала обсуждаться сравнительно давно, с тех пор как в медицине стали применяться сорбционные технологии, однако процесс реализации этих возможностей обозначился лишь в начале 1990-х годов. Именно тогда были обобщены многочисленные примеры использования природного цеолита в пищу животными и человеком. Это связано с совокупностью их уникальных свойств: сорбционных, каталитических и ионообменных.
Природные цеолиты (клиноптилолиты) положительно влияют на метаболические процессы в организме, связанные с поддержанием в организме минерального баланса, выведением из организма продуктов метаболизма (эндотоксинов) и ядовитых веществ, адсорбцией и стабилизацией органических соединений, воздействием на симбиотическую микрофлору.
Н. П. Бгатовой (2000 г.) обнаружено, что стандартизованный цеолит Холинского месторождения оказывает действие на все структурные компоненты слизистой оболочки тонкой кишки. Установлено и влияние природного цеолита на процессы трансэндотелиального переноса в кровеносных капиллярах и белоксинтетической функции эндотелиоцитов лимфатических капилляров. Эффекты нормализации процессов пищеварения в желудочно-кишечном тракте коррелируют с данными полученными ранее Н. Л. Саникилидзе (1988) — об положительных изменениях в тонком и толстом кишечнике.
Цеолиты, действуют как эффективные сорбенты, способные взять на себя значительную часть функции антитоксической системы организма, прежде всего печени, лимфатической системы. Они осуществляют системную детоксикацию внутренней среды организма, в том числе за счёт фиксации и выведения из желудочно-кишечного тракта пищевых аллергенов, продуктов неполного ферментативного расцепления (среднемолекулярные токсические метаболиты), высвободившихся в результате аллергического или эозинофильного воспаления биологически активных веществ, патогенных, условно-патогенных микроорганизмов и вирусов, бактериальных эндотоксинов, связанных с нарушением биоценоза кишечника. Связывание этих веществ в просвете кишечника предупреждает их всасывание, способствует их быстрому и безопасному выведению, улучшает состояние ЖКТ. Важно и опосредованное действие сорбентов — устранение или ослабление токсико-аллергических реакций, профилактика эндотоксикоза, снижение метаболической нагрузки на органы экскреции и детоксикации, восстановление целостности и проницаемости слизистых оболочек, улучшение кровоснабжения, стимуляция моторики кишечника.
В исследовании Гайдаш А. А. (2016) показано, что при прохождении через желудочно-кишечный тракт цеолиты оказывают значимое влияние на химический состав внутренних органов. Так, содержание кадмия в костях уменьшилось в 4 раза, в желудке — в 6 раз.

### Токсикология
Были организованы токсикологические исследования цеолитового сырья. Экспериментально было установлено, что при использовании минералов внутрь острой токсичностью они не обладали. При употреблении цеолитов (клиноптилолитов) Холинского месторождения они не вызывают патологических изменений в кишечнике и внутренних органах. При длительном потреблении стандартизованного цеолита не было также выявлено признаков эмбриотоксичности и тератогенности. Эти данные совпадают с международными исследованиями, представленными в «Обзоре по безопасности цеолита клиноптилолита и медицинскому применению in vivo»". По итогам этих изысканий ещё раз было доказано: у цеолитов (а именно у клиноптилолита) не выявлено токсичности при пероральном введении.

### Лимфология
Показано, что применение цеолитов оказывает лимфопротекторное действие, обеспечивая большую сохранность структурной организации эндотелиоцитов лимфатических капилляров и структуры пейеровых бляшек в условиях эндотоксикоза. Так, в экспериментальных исследованиях, отмечается меньшая степень повреждения органов и большая интенсивность развития регенераторных процессов после введения тетрахлорметана на фоне использования природных цеолитов.
Значительную часть экспериментальных исследований механизма антитоксического действия цеолитов в России были проведены в НИИ клинической и экспериментальной лимфологии СО РАМН Новосибирск. В этих работах обобщены результаты исследования влияния природного цеолита на живые организмы при эндогенной интоксикации. Именно синдром эндотоксикоза, какую бы нозологическую форму он ни сопровождал, по мнению авторов, является полем приложения любого сорбента. Резюмируя результаты исследований, Ю. И. Бородин с соавт. высказали предположение, что взаимодействие сорбирующего вещества с лимфатическими структурами имеет не только регионарный характер, но осуществляется на системном уровне.

### Терапия и хирургия
Применение стандартного образца цеолита Холинского месторождения проводится не только для детоксикации и сорбции тяжёлых металлов, но и при более широком спектре заболеваний. Цеолиты повышают стрессустойчивость, оказывают антианемический, иммуномодулирующий и антисклеротический эффекты, улучшают состояние при заболеваниях опорно-двигательного аппарата, усиливают репаративно-восстановительные процессы в тканях при их повреждении, в том числе и при пневмонии. По мнению некоторых учёных применение цеолитов наиболее эффективно при различных хронических воздействиях.
В работах российских хирургов: проф. Благитко Е. М., член-корреспондента РАН Любарского М. С., которые использовали специально приготовленный стандартный образец природного цеолита — клиноптилолита как перорально так и интродермально (в виде суспензии и/или сухого порошка) для лечения гнойно-некротических ран, трофических язв, ожоговой болезни по принципу подкорочкового заживления. Особо отмечалось выраженное антианемическое действие цеолита и значительная активизация репаративно-восстановительных процессов в повреждённых тканях.
Полякевичем А. С. (1997) показано, что использование стандартной фракции очищенного и активированного природного цеолита в качестве эффективного энтеро- гемо- и лимфосорбента у обожжённых больных приводит к ускорению регресса клинических проявлений ожоговой травмы: быстрее нормализовалась температура тела, раньше очищались от гнойного отделяемого раны, реже и на меньшей площади происходил лизис аутодермотрансплантатов, уменьшалась продолжительность госпитального периода. К 25-м суткам применения цеолита показатели минерального обмена: железа, магния, цинка и калия достоверно превышали значения соответствующих показателей крови пациентов контрольной группы и приближались к физиологической норме. Следствие данного эффекта — сокращение длительности госпитального периода, в среднем, на 4 суток.

### Пульмонология
Показано, что использование сорбентов с ионообменными свойствами сопровождается нормализацией биоцидности нейтрофилов, повышением резервов их функциональной активности, восстановлением интенсивности перекисного окисления липидов, что благоприятно действует на течение пневмонии, существенно уменьшая остроту деструктивного компонента воспалительной реакции и предупреждая затяжное её течение и генерализацию воспалительных процессов. Так, например, восстановительные процессы в лёгких протекают быстрее в среднем на 7-10 дней на фоне литотерапии.

### Акушерство и гинекология
В работе Попп Е. А. (2005) изучали протективное влияние природных цеолитов, на исход беременности, осложнённой острым экспериментальным эндотоксикозом, вызванным перегреванием животных. В результате использования массометрических, гистологических, гистохимических, электронно-микроскопических методов и учёта маркеров эндогенной интоксикации было установлено, что использование стандартизованного цеолита способствует повышению резистентности организма к экстремальному воздействию. Отмечена лучшая выживаемость животных, меньшая эмбриональная смертность, выявлены адаптивные изменения в плаценте и печени матери. Показано, что природные цеолиты обладают протективным эффектом и повышают резистентность организма к воздействию высокой внешней температуры.

### Протеомика и лабораторная диагностика
Разработан новый метод анализа белков плазмы на основе цеолитных наночастиц, который позволяет измерять приблизительно 3000 белков плазмы за 45 минут хроматографического градиента.

### Онкология
Исследование на крысах показало, что клиноптилолит, разновидность цеолита, может снижать риск развития рака толстой кишки, вызванного 1,2-диметилгидразином.

### Фармакология
Клиноптилолит может улучшить растворение противоракового препарата летрозола, что обещает повышение его биодоступности и быстрое начало действия. Быстрое растворение происходит из-за равномерного распределения летрозола на внешней поверхности цеолитов, доступной для растворителя.